# فريدريك جنسن
فريدريك جنسن (بالسويدية: Fredrik Jensen)‏ (13 يونيو 1985 بالسويد - ) هو لاعب كرة قدم سويدي في مركز الهجوم. لعب مع Höörs IS ‏ ونادي تريليبورج ‏.

## وصلات خارجية
- فريدريك جنسن على موقع اتحاد السويد (السويدية)
- فريدريك جنسن على موقع قاعدة بيانات كرة القدم.إي يو (الإنجليزية)